# Liste bekannter Persönlichkeiten der Universität Istanbul
Diese Liste gibt einen Überblick über berühmte Persönlichkeiten der Universität Istanbul. Viele bedeutende Politiker, Künstler und Wissenschaftler sind Alumni an der Universität, haben an ihr geforscht und als Professoren gelehrt. Unter den Professoren sind zahlreiche Wissenschaftler aus Deutschland, die nach 1933 ins Exil in der Türkei gingen und an der Universität Istanbul arbeiten konnten.
Diese Liste erhebt keinen Anspruch auf Vollständigkeit, sie ist thematisch nach Fachbereichen sortiert.

## Astronomen
- Erwin Finlay Freundlich (1885–1964), deutscher Astrophysiker und Astronom, Gründer des astronomischen Instituts 1934.
- Wolfgang Gleißberg (1903–1986), deutscher Astronom, Mathematiker und Physiker.
- Nüzhet Toydemir Gökdoğan (1910–2003), erste Astronomin, erste Dekanin und erste Senatorin der Türkischen Republik.
- Paris Pişmiş (1911–1999), erste Frau, die ihr Studium an der naturwissenschaftlichen Fakultät absolvierte.
- Hans Rosenberg (1879–1940), deutscher Astronom.

## Botaniker
- Leo Brauner (1898–1974), Botaniker.
- Alfred Heilbronn (1885–1961), deutscher Botaniker.

## Chemiker
- Fritz Arndt (1885–1969), deutscher Chemiker.
- Philipp Gross (1899–1974), österreichischer Chemiker (PDF).
- Reginald Herzog (1878–1935), deutscher Chemiker.
- Hans Kröpelin (* 1901), Chemiker.
- Richard Weiss, österreichischer Chemiker.

## Geowissenschaftler und Geographen
- Aykut Barka (1952–2002), nach dem Erdbeben von 1999 in İzmit wurde er mit seinen Arbeiten über die Nordanatolische Verwerfung bekannt.
- Erich Obst (1886–1981), deutscher Geograph und Geopolitiker.
- Walther Penck (1888–1923), deutscher Geomorphologe.

## Historiker
- Clemens Bosch (1899–1955), deutscher Althistoriker.
- Naim Güleryüz (* 1933), türkisch-jüdischer Historiker und Sachbuchautor.
- Carl Ferdinand Friedrich Lehmann-Haupt (1861–1938), deutscher Altorientalist und Althistoriker.

## Journalisten
- Gila Benmayor (* 1960), Kolumnistin der populären türkischen Tageszeitung Hürriyet
- Hrant Dink (1954–2007), armenisch-türkischer Journalist, Menschenrechtsaktivist und einer der Herausgeber der in Istanbul erscheinenden zweisprachigen Wochenzeitung Agos; von Rechtsextremisten ermordet
- Abdi İpekçi (1929–1979), Journalist und Chefredakteur der Zeitung Milliyet; von Mehmet Ali Ağca erschossen
- Eli Şaul (* 1916), israelischer Journalist und Sachbuchautor

## Juristen
- Murat Arslan (* 1974), Richter und Menschenrechtsaktivist, Träger des Václav-Havel-Menschenrechtspreises, politischer Gefangener